# Сум-купон
Сум-купон — денежная единица Узбекистана. Постановлением Кабинета Министров от 12 ноября 1993 года № 550 «О введении в действие на территории Республики Узбекистан „сум-купонов“ в качестве параллельного платёжного средства» с 15 ноября 1993 года в Республике Узбекистан для защиты внутреннего рынка от избыточной рублёвой массы, а также для обеспечения своевременной выплаты денежных средств населению, были введены дополнительные денежные знаки «сумы», образца 1992 года (сум-купоны). На территории Узбекистана сум-купоны использовались в качестве параллельного платёжного средства с рублём образца 1961—1992 годов в соотношении 1:1. Одновременно, с 22 ноября 1993 года отменялось действие карточек с одноразовыми отрезными купонами, введёнными ранее для защиты потребительского рынка. Банкноты этой серии отпечатаны в Англии на типографии «Harrison & Sons Ltd».
С 1 июля 1994 года Указом президента Узбекистана № УП-870 от 16 июня 1994 г. «О введении в обращение национальной валюты Республики Узбекистан», в соответствии с постановлением Верховного Совета Республики Узбекистан от 3 сентября 1993 года № 952-XII, в качестве национальной валюты введён в обращение сум, выпуск сум-купонов был прекращён. Однако до 1 августа 1994 года они принимались во все виды платежей без ограничений, в соотношении 1000 сум-купонов = 1 сум. С 1 августа 1994 года сум-купоны полностью выведены из обращения.

## Банкноты
На лицевой стороне всех купюр — изображение герба Республики Узбекистан, на оборотной — медресе Шердор с площади Регистан. Водяные знаки: повторяющийся цветочный орнамент на банкнотах от 1 до 25 сумов и большой детализированный цветок хлопка на банкнотах от 50 до 10 000 сумов.
Номиналы банкнот сум-купонов полностью дублировали номиналы рублёвых купюр образца 1961—1992 годов.
Номера банкнот вида AB 12345678 (1—500 сумов) или AB 1234567 (500—10 000 сумов), расположены на лицевой стороне под изображением Государственного герба.
Введены в обращение 15 ноября 1993 года, выведены — 1 августа 1994.
| Изображение                                     | Изображение       | Номинал (сумов) | Размеры (мм) | Основные цвета    | Водяной знак       | Даты           | Даты   | Даты           |
| Лицевая сторона                                 | Оборотная сторона | Номинал (сумов) | Размеры (мм) | Основные цвета    | Водяной знак       | введения       | печати | изъятия        |
| ----------------------------------------------- | ----------------- | --------------- | ------------ | ----------------- | ------------------ | -------------- | ------ | -------------- |
|                                                 |                   | 1               | 120×61       | синий серый       | цветочный орнамент | 15 ноября 1993 | 1992   | 1 августа 1994 |
|                                                 |                   | 3               | 120×61       | зелёный           | цветочный орнамент | 15 ноября 1993 | 1992   | 1 августа 1994 |
|                                                 |                   | 5               | 120×61       | фиолетовый        | цветочный орнамент | 15 ноября 1993 | 1992   | 1 августа 1994 |
|                                                 |                   | 10              | 120×61       | красный           | цветочный орнамент | 15 ноября 1993 | 1992   | 1 августа 1994 |
|                                                 |                   | 25              | 120×61       | бирюзовый         | цветочный орнамент | 15 ноября 1993 | 1992   | 1 августа 1994 |
|                                                 |                   | 50              | 144×69       | розовый           | цветок хлопка      | 15 ноября 1993 | 1992   | 1 августа 1994 |
|                                                 |                   | 100             | 144×69       | чёрный голубой    | цветок хлопка      | 15 ноября 1993 | 1992   | 1 августа 1994 |
|                                                 |                   | 200             | 144×69       | сиреневый         | цветок хлопка      | 15 ноября 1993 | 1992   | 1 августа 1994 |
|                                                 |                   | 500             | 144×69       | оранжевый         | цветок хлопка      | 15 ноября 1993 | 1992   | 1 августа 1994 |
|                                                 |                   | 1000            | 144×69       | коричневый        | цветок хлопка      | 15 ноября 1993 | 1992   | 1 августа 1994 |
|                                                 |                   | 5000            | 144×69       | синий             | цветок хлопка      | 15 ноября 1993 | 1992   | 1 августа 1994 |
|                                                 |                   | 10 000          | 144×69       | красно- оранжевый | цветок хлопка      | 15 ноября 1993 | 1992   | 1 августа 1994 |
| Масштаб изображений — 1,0 пикселя на миллиметр. |                   |                 |              |                   |                    |                |        |                |